# Dendrophyllia minuscula
Dendrophyllia minuscula är en korallart som först beskrevs av Bourne 1905.  Dendrophyllia minuscula ingår i släktet Dendrophyllia och familjen Dendrophylliidae.
Artens utbredningsområde är Indiska oceanen. Inga underarter finns listade i Catalogue of Life.